# Totoapa el Grande
Totoapa el Grande är en ort i Mexiko.   Den ligger i kommunen Acatlán och delstaten Hidalgo, i den sydöstra delen av landet, 110 km nordost om huvudstaden Mexico City. Totoapa el Grande ligger 2 106 meter över havet och antalet invånare är 362.
Terrängen runt Totoapa el Grande är kuperad västerut, men österut är den platt. Runt Totoapa el Grande är det tätbefolkat, med 286 invånare per kvadratkilometer. Närmaste större samhälle är Tulancingo, 14,6 km sydost om Totoapa el Grande. Omgivningarna runt Totoapa el Grande är en mosaik av jordbruksmark och naturlig växtlighet.